# Dinocryptus bifasciatus
Dinocryptus bifasciatus là một loài tò vò trong họ Ichneumonidae.